# La fuga (película de 1944)
La fuga es una película mexicana en blanco y negro dirigida por Norman Foster y protagonizada por Esther Fernández, Ricardo Montalban, Carlos Orellana y Stella Inda que se estrenó el 5 de julio de 1944. El guion de Norman Foster y Betty Cromwell está basado en el cuento Bola de sebo de Guy de Maupassant.

## Sinopsis
Escapando de los soldados franceses que invadían México un grupo de viajeros es interceptado por un oficial que exige que una joven que integra el pasaje de la diligencia pase la noche con él en el pueblo donde se encuentran, como condición para que todos puedan continuar su fuga. La muchacha se ve forzada a hacerlo sin imaginar cómo continuará la relación ni qué otras peripecias atravesarán en el camino.

## Reparto
Participaron del filme los siguientes intérpretes:
- Esther Fernández ... María Inés Flores
- Ricardo Montalban ... Teniente
- Carlos Orellana ... Neftalí
- Stella Inda ... Condesa
- Emma Roldán ... Sra. Galindo
- Antonio Bravo ... Conde
- Miguel Inclán ... Miguel
- Antonio R. Frausto ... Baldomero
- Eugenia Galindo ... Josefa
- Sally Blane ... Señora Garland
- Manuel Arvide ... Militar francés
- Ángel T. Sala ... Coronel francés
- Fernando Rosales
- Edmundo Espino ... Campesino